# Luca Marianucci
Luca Marianucci (Livorno, 23 de julio de 2004) es un futbolista italiano. Juega como defensa y su equipo actual es la S. S. C. Napoli de la Serie A de Italia.

## Trayectoria

### Empoli F. C.
Formado en las categorías juveniles del Empoli F. C., el 1 de septiembre de 2023 fue cedido a préstamo al Pro Sesto, en la Serie C (la tercera división italiana), con el que comenzó su carrera profesional; con el club lombardo destacó a nivel individual, aunque no logró evitar el descenso a la Serie D.
Al final de la temporada regresó al Empoli, y el entrenador Roberto D'Aversa le hizo debutar en el primer equipo el 10 de agosto de 2024, en el partido de la Copa Italia ganado por 4-1 contra el Catanzaro, en el que dio una asistencia a Jacopo Fazzini. El 4 de noviembre siguiente debutó en la Serie A, en la victoria por 1-0 contra el Como. En su primera temporada en la máxima categoría italiana sumó 18 presencias.
El 26 de febrero de 2025 marcó un penalti decisivo contra la Juventus de Turín, que llevó al Empoli a las semifinales de la Copa Italia por primera vez en su historia. Jugó 6 partidos en toda la competición, hasta la doble semifinal contra el Bologna.

### S. S. C. Napoli
El 13 de junio de 2025 se anunció oficialmente su traspaso a la S. S. C. Napoli de la Serie A, por una cifra total de 10 millones de euros (9 fijos más 1 en bonus), con efecto a partir del 1 de julio siguiente.

## Clubes
| Club                    | País   | Año         |
| ----------------------- | ------ | ----------- |
| Pro Sesto 1913 (cedido) | Italia | 2023 - 2024 |
| Empoli F. C.            | Italia | 2024 - 2025 |
| S. S. C. Napoli         | Italia | 2025 - act. |